# 福鹿茶
福鹿茶，台灣茶葉的品牌名稱之一，屬於中低海拔茶，產地在台灣台東縣鹿野鄉。1982年4月，李登輝任台灣省主席時，為提振當地茶業，將這地區的茶命名為福鹿茶，以利行銷。在1988年李登輝繼任中華民國總統後，民間也稱此地區茶為總統茶。
福鹿茶包括紅茶、包種茶、烏龍茶等，其中以不知春茶與紅烏龍為本區特色茶葉。

## 產地
福鹿茶區為台灣東部最大的產茶區，包括了鹿野鄉永安村、龍田村及延平鄉永康村，總面積約四百餘公頃，年產業四百餘噸。其中以鹿野高台區的福鹿山農莊一帶最為出名。
此地東望海岸山脈都蘭山，西臨中央山脈，高度約300公尺。因為地勢特殊，相對溼度夠，日夜溫差大，冬茶產季比高山茶晚一個月，春茶又比高山茶早一個月，成為本區茶葉特色。

## 歷史
中華民國農委會所屬茶葉改良場台東分場，負責輔導此地的茶葉生產。鹿野地區農會，負責茶葉的評鑑分級，以及推廣銷售。
福鹿茶區於1960年代開始小量種茶，最初以大葉種阿薩姆茶樹為主。1980年至1995年間開始大量種植，品種擴大到價植較高的烏龍茶種。在1996年後，因為在中國及東南亞種植的台式茶葉回銷台灣，福鹿茶區的銷量開始下降。
2005年，永安村的茶農陳錫卿獲得第二屆臺灣全國優質茶競賽總冠軍，壂定福鹿茶在台灣中低海拔茶葉的聲譽。福鹿茶的品質開始被認同。
2008年，台東分場輔導，推出紅烏龍，以提高此區的茶葉名聲。原本衰退的福鹿茶區，銷售開始回升。

## 茶種
此地種植的茶樹品種，包括大葉種阿薩姆茶樹，青心大冇、青心烏龍、金萱茶（台茶12號）、翠玉茶（台茶13號）及佛手茶、武夷茶及四季春等。

## 茶葉種類

### 紅茶
源自花蓮縣瑞穗鄉舞鶴的蜜香紅茶，在此地也有種植、生產。

### 烏龍茶
台灣烏龍茶依採收季節分為春茶、夏茶、秋茶、冬茶，其中以春茶及冬茶最受歡迎，夏秋茶被認為品種稍差。一般的春茶，在4月時上市。因為台東天氣溫暖，福鹿茶區在3月時就開始採收上市，被稱為早春茶，或不知春茶。品質不遜於高山烏龍茶。
此地出產的特色烏龍茶，包括鹿野區的蜜香烏龍茶及紅烏龍。

## 外部連結
- 台東縣鹿野鄉公所 農特產介紹 （页面存档备份，存于）